# 자전거 소년
자전거 소년(The Bike Boy)은 한국에서 제작된 유지태 감독의 2003년 드라마 영화이다. 김민수 등이 주연으로 출연하였다.

## 출연

### 주연
- 김민수
- 박기란

### 조연
- 강원도 정선군 화성분교 학생들

## 제작진
- 프로듀서: 최윤희
- 음향: 성지영
- 음향: 홍예영
- 미술: 이요한